# 防锈剂
防锈剂主要是指用于防止金属材料或产品在加工、储存、运输等环节当中受环境作用而锈蚀的一类化学产品，按组成来分有防锈油、防锈水（水基防锈剂）等，按具体用途分有工序间防锈、封存防锈等等。一般而言防锈剂不包括防止产品使用过程中锈蚀的防锈漆、电镀等等，使用过程中的防锈一般称为防腐。